# آواری (کمون)
آواری (به فرانسوی: Avaray) یک کمون در فرانسه است که در canton of Mer واقع شده‌است. آواری ۱۳٫۸۸ کیلومتر مربع مساحت دارد ۱۰۶ متر بالاتر از سطح دریا واقع شده‌است.